# Třída Somers
Třída Somers byla lodní třída torpédoborců námořnictva Spojených států amerických. Celkem bylo postaveno pět jednotek této třídy. Jednalo se o vylepšenou variantu vůdčích lodí torpédoborců třídy Porter. Všechny jednotky byly nasazeny ve druhé světové válce, přičemž Warrington byl za války ztracen v hurikánu. Ostatní lodě byly vyřazeny v letech 1946–1947.

## Stavba
Třída byla objednána, aby využila tonáž torpédoborců, povolenou USA na Londýnské konferenci v roce 1930. Torpédoborce navrhla společnost Gibbs & Cox. Stavba dvou jednotek byla schválena pro finanční rok 1935 a další tři následovaly ve finančním roce 1936. Dvě jednotky postavila loděnice Federal Shipbuilding and Drydock Company v Kearny v New Jersey a následující tři loděnice Bath Iron Works v Bathu v Maine. Celkem tak bylo postaveno pět jednotek této třídy. Do aktivní služby torpédoborce vstupovaly v letech 1937–1939.
Jednotky třídy Somers:
| Jméno               | Loděnice             | Zahájení stavby | Spuštění na vodu  | Zařazena do služby | Osud                                              |
| ------------------- | -------------------- | --------------- | ----------------- | ------------------ | ------------------------------------------------- |
| Somers (DD-381)     | Federal Shipbuilding | 1935            | 13. března 1937   | prosinec 1937      | Vyškrtnut 1947.                                   |
| Warrington (DD-383) | Federal Shipbuilding | 1935            | 15. května 1937   | únor 1938          | Dne 13. září 1944 jej v Karibiku potopil hurikán. |
| Sampson (DD-394)    | Bath Iron Works      | 1936            | 16. dubna 1937    | srpen 1938         | Vyškrtnut 1945.                                   |
| Davis (DD-395)      | Bath Iron Works      | 1936            | 30. července 1938 | listopad 1938      | Vyškrtnut 1945.                                   |
| Jouett (DD-396)     | Bath Iron Works      | 1936            | 24. září 1938     | leden 1939         | Vyškrtnut 1945.                                   |

## Konstrukce

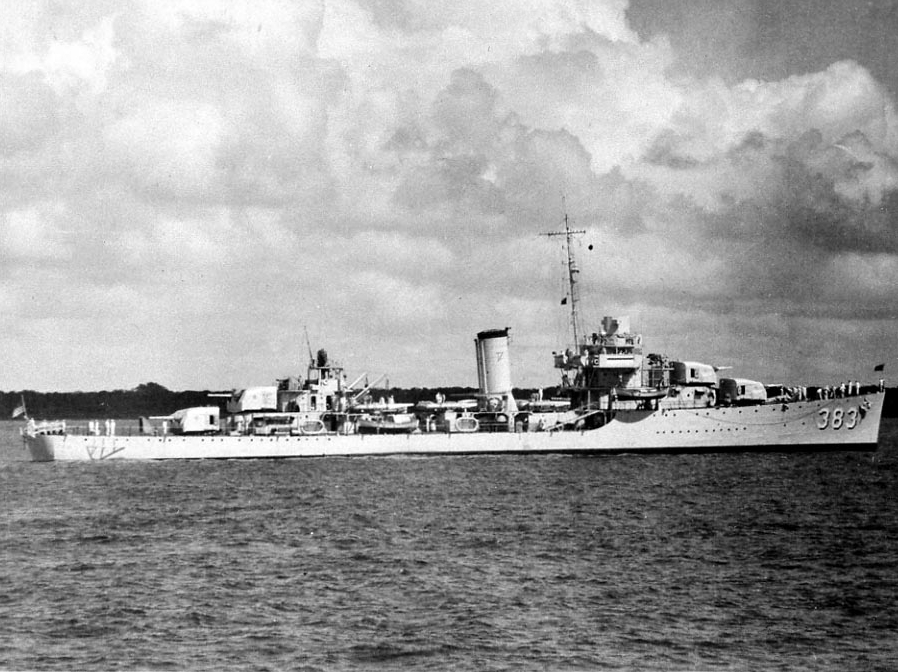
USS Warrington (DD-383) v roce 1939

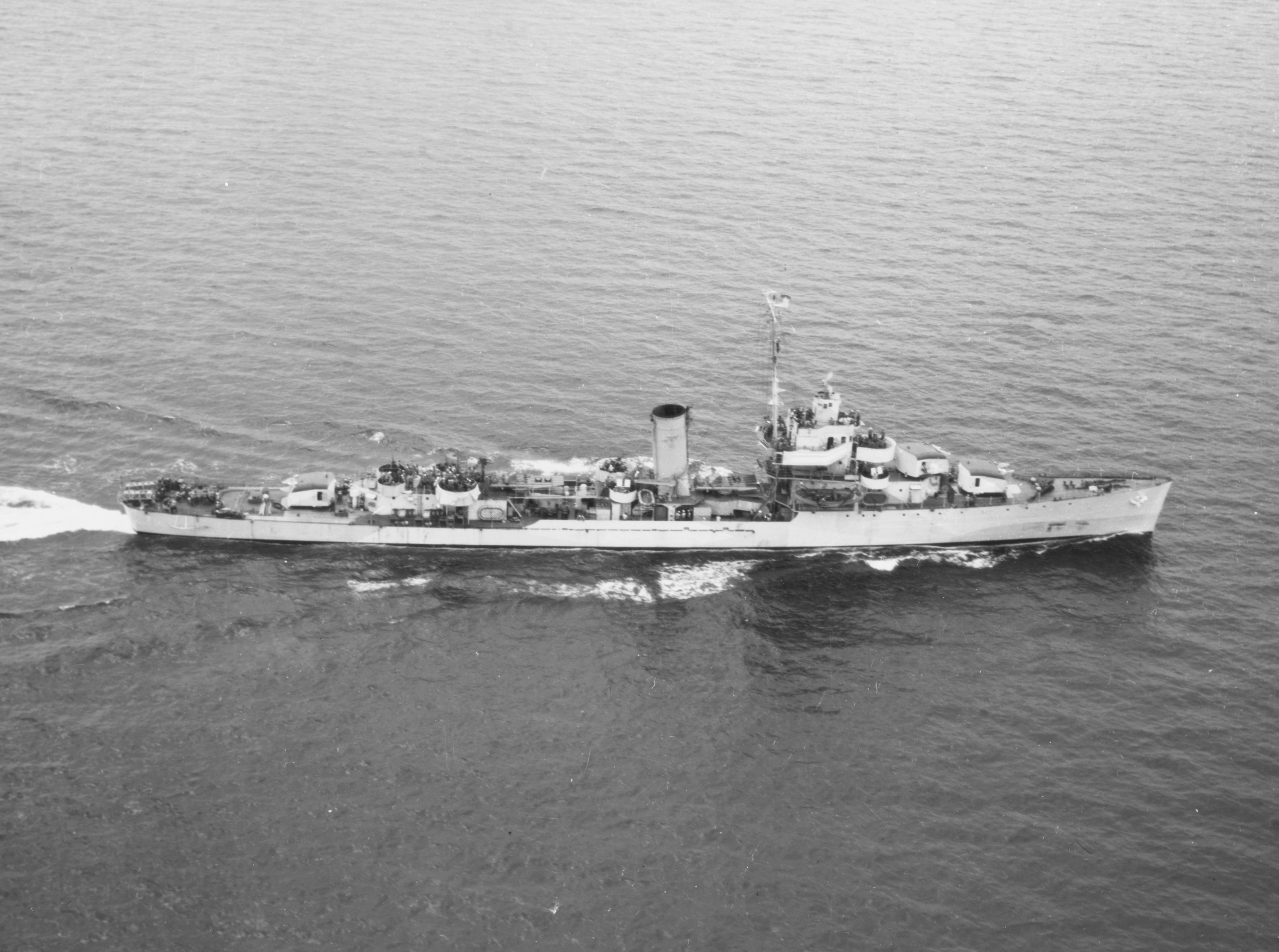
Warrington (DD-383) v roce 1943. Třetí dělová věž je již odstraněna.

Základní výzbroj tvořil osm 127mm/38 kanónů Mk 12, umístěných ve čtyřech dvoudělových věžích (dvě na přídi a dvěma zádi). Lafetace hlavních kanónů neumožňovala postřelovat vzdušné cíle. Dále nesly tři čtyřhlavňové 533mm torpédomety, které se nacházely v ose lodě. Torpéda byla typu Mk.15. Nebyla nesena žádná náhradní. Protiletadlovou výzbroj tvořily dva čtyřhlavňové 28mm/75 kanóny Mk.1 a dva 12,7mm kulomet M2 Browning. K ničení ponorek sloužily dva spouštěče hlubinných pum se zásobou čtrnáct náloží. K detekci ponorek sloužil sonar QCE. Pohonný systém tvořily čtyři kotle Babcock & Wilcox a dvě turbíny General Electric o výkonu 52 000 hp, pohánějící dva lodní šrouby. Spaliny odváděl jeden komín. Nejvyšší rychlost dosahovala 37 uzlů. Dosah byl 7500 námořních mil při rychlosti patnáct uzlů.

### Modifikace
Složení výzbroje se ale postupně měnilo, zejména byla posilována protiletadlová výzbroj plavidel. Nejlépe byly v tomto ohledu vyzbrojeny torpédoborce Davis a Jouet, které nesly čtrnáct 40mm kanónů Bofors a čtyři 20mm kanóny Oerlikon, což si z prostorových důvodů vynutilo  odstranění třetí dělové věže.

## Operační nasazení
Všechny torpédoborce se zapojily do druhé světové války. Mimo torpédoborce Sampson, který byl v roce 1941 převelen do Pacifiku, sloužily výhradně v Atlantiku a Středozemí. Jedinou ztrátou byl Warrington, který v roce 1944 v Karibiku potopil hurikán. Zahynulo přitom 248 mužů.